# Бертигаро (Ђенова)
Бертигаро је насеље у Италији у округу Ђенова, региону Лигурија.
Према процени из 2011. у насељу је живело 69 становника. Насеље се налази на надморској висини од 633 м.